# Раміро I (король Арагону)
Раміро I (ісп. Ramiro I, бл.1020 —8 травня 1063) — король Арагону (1035—1063). Засновник Арагонської династії.

## Біографія
Походив з роду Хіменес. Позашлюбний син Санчо III, короля Наварри і графа Арагона, й Санчі де Ейбар. Точна дата народження невідома: за іншими версіями це 1000, 1007 та 1020 роки.
Під час поділу імперії Санчо Великого, бастарду Раміро дісталася невелика ділянка землі в долині річки Арагон неподалік від Уеска, проте отримав пишну назву «Королівство Арагон» (його називали тоді кишеньковим королівством). При цьому титул Раміро був менший, ніж в іншого брата Гарсії III, що став королем Наварри: Раміро I звався «регулом» замість звичайного тоді «рекса». У 1036 році одружився з представницею графства Біггор.
У 1043 (за іншою версією 1035) році він спробував при підтримці еміра Тудели опанувати Наваррою, але був розбитий Гарсією V при Тафалья. 1043 року став домагатися від брата Гонсало Санчеса отримання прав на графства Собрарбе і Рібагорса. У 1044 році стає офіційним спадкоємцем брата. Після його смерті у 1045 році, Раміро I приєднав ці володіння до королівства. У 1049 році померла його перша дружина. У 1054 році одружився з представницею герцогства Аквітанського.
У 1060 році Раміро I замирився з небожем Санчо Гарсесом IV, королем Наварри. Того ж року об'єднані війська Арагону і Наварри атакували Сарагосу, змусивши еміра аль-Муктадіра платити їм данину. У 1063 році у битві при Граусі зазнав поразки від маврів, його було вбито випадковою стрілою. Владу успадкував син Санчо.

## Сім'я
1. Дружина — Ермесінда, донька Бернар-Роже, графа де Біггор
Діти:
- Санчо (бл. 1042—1094), король у 1063—1094 роках
- Гарсія (д/н—1086), єпископ Хаки і Памплони
- Тереза (1037—д/н), дружина Вільгельма V, графа і маркиза Прованса
- Уррака (д/н—1077/78), черниця в монастирі Санта-Крус дела Серос
- Санча (1045—1097), дружина Арменголя III, графа Уржеля

2. Дружина — Агнеса, донька Вільгема VI, герцога Аквітанська
Дітей не було
1 бастард (Санчо де Ейбар)